# Фигурное катание на зимних Олимпийских играх 1988
Фигурное катание на зимних Олимпийских играх 1988 года — соревнования по фигурному катанию проходили на XV зимних Олимпийских играх во Дворце спорта «Олимпик Сэддлдоум» (англ. Olympic Saddledome) в Калгари. Было разыграно 4 комплекта наград: женщины, мужчины, парное катание и спортивные танцы.

## Медальный зачёт
| Позиция | Страна  | Золотая олимпийская медаль | Серебряная олимпийская медаль | Бронзовая олимпийская медаль | 4 место | 5 место | 6 место | Общее число медалей | Очки НКЗ |
| ------- | ------- | -------------------------- | ----------------------------- | ---------------------------- | ------- | ------- | ------- | ------------------- | -------- |
| 1       | СССР    | 2                          | 2                             | 1                            | 3       | 0       | 1       | 5                   | 38       |
| 2       | США     | 1                          | 0                             | 2                            | 1       | 1       | 1       | 3                   | 21       |
| 3       | ГДР     | 1                          | 0                             | 0                            | 0       | 0       | 0       | 1                   | 7        |
| 4       | Канада  | 0                          | 2                             | 1                            | 0       | 0       | 1       | 3                   | 15       |
| 5-7     | Австрия | 0                          | 0                             | 0                            | 0       | 1       | 0       | 0                   | 2        |
| 5-7     | Польша  | 0                          | 0                             | 0                            | 0       | 1       | 0       | 0                   | 2        |
| 5-7     | Япония  | 0                          | 0                             | 0                            | 0       | 1       | 0       | 0                   | 2        |
| 5-7     | ФРГ     | 0                          | 0                             | 0                            | 0       | 0       | 1       | 0                   | 1        |

## Медалисты
| Дисциплина                | Золото                                      | Серебро                                    | Бронза                                 |
| Мужское одиночное катание | Брайан Бойтано США                          | Брайан Орсер Канада                        | Виктор Петренко СССР                   |
| Женское одиночное катание | Катарина Витт ГДР                           | Элизабет Мэнли Канада                      | Деби Томас США                         |
| Парное катание            | СССР · Екатерина Гордеева · Сергей Гриньков | СССР · Елена Валова · Олег Васильев        | США · Джил Уотсон · Питер Оппегард     |
| Танцы на льду             | СССР · Наталья Бестемьянова · Андрей Букин  | СССР · Марина Климова · Сергей Пономаренко | Канада · Трэйси Уилсон · Роберт Маккол |

## Представительство по странам
Всего в Олимпийских играх приняли участие 129 фигуристов (63 мужчины и 66 женщин) из 26 стран (в скобках указано количество фигуристов от страны):
| - Австралия (4) - Австрия (2) - Бельгия (1) - Болгария (2) - Венгрия (3) - Великобритания (9) - ГДР (5) - Дания (1) - Испания (1) | - Италия (4) - Канада (17) - Китай (6) - КНДР (2) - Мексика (2) - Польша (3) - СССР (17) - США (16) - Тайвань (2) | - ФРГ (8) - Франция (6) - Чехословакия (6) - Швейцария (2) - Швеция (2) - Югославия (1) - Республика Корея (2) - Япония (5) |

## Факты

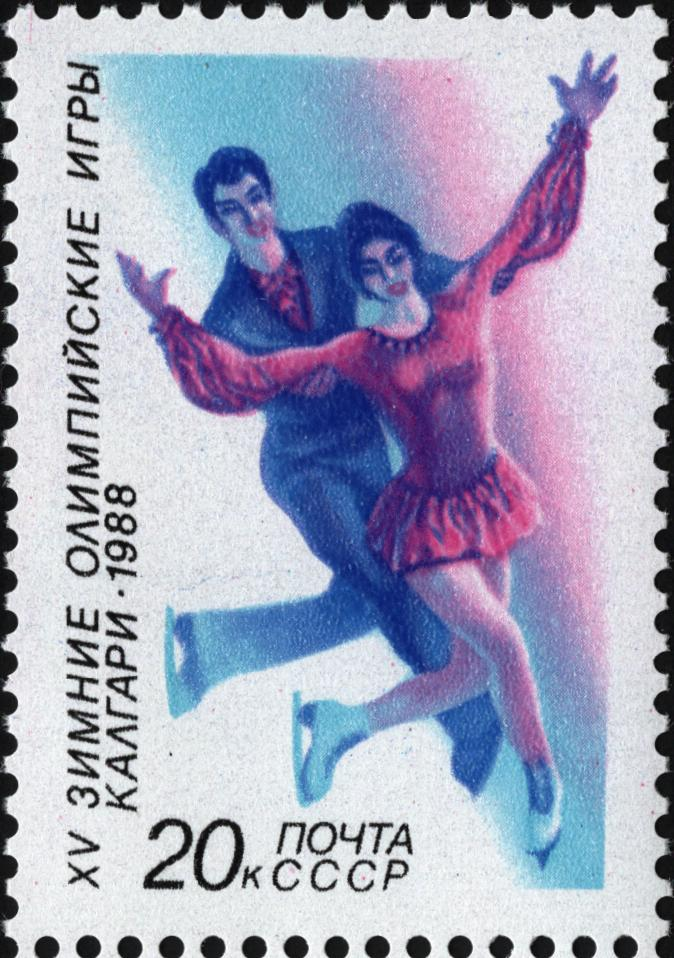
Почтовая марка, выпущенная в СССР в честь этих соревнований

- В соревнованиях по фигурному катанию на XV зимних Олимпийских Играх принимало участие рекордное количество спортивных делегаций из 26 стран Европы, Северной Америки, Азии и Австралии с Океанией и рекордное количество фигуристов 129 спортсменов.
- Спустя 80 лет в соревнованиях по фигурному катанию на Олимпийских играх вновь приняли участие фигуристы из Латинской Америки.
- Самой молодой фигуристкой на Олимпиаде-1988 стала Ли Луян из КНР, выступающая в танцевальной паре с Чжао Сяолэем, ей было на тот момент всего 11 лет и 256 дней.
- Самым старшим фигуристом на Олимпиаде-1988 был Андрей Букин из СССР, выступающий в танцевальной паре с Натальей Бестемьяновой, ему было 30 лет и 256 дней.
- На XV зимних Олимпийских Играх в спортивной делегации из Мексики присутствовала лишь одна женщина и это была фигуристка.
- На XV зимних Олимпийских Играх немногочисленные спортивные делегации из Бельгии и Дании состояли лишь из фигуристов.
- Половина спортивных делегаций Венгрии и КНР на XV зимних Олимпийских Играх состояли из фигуристов.
- Немногочисленная спортивная делегация КНДР на XV зимних Олимпийских Играх на треть состояла из фигуристов.